# Weert

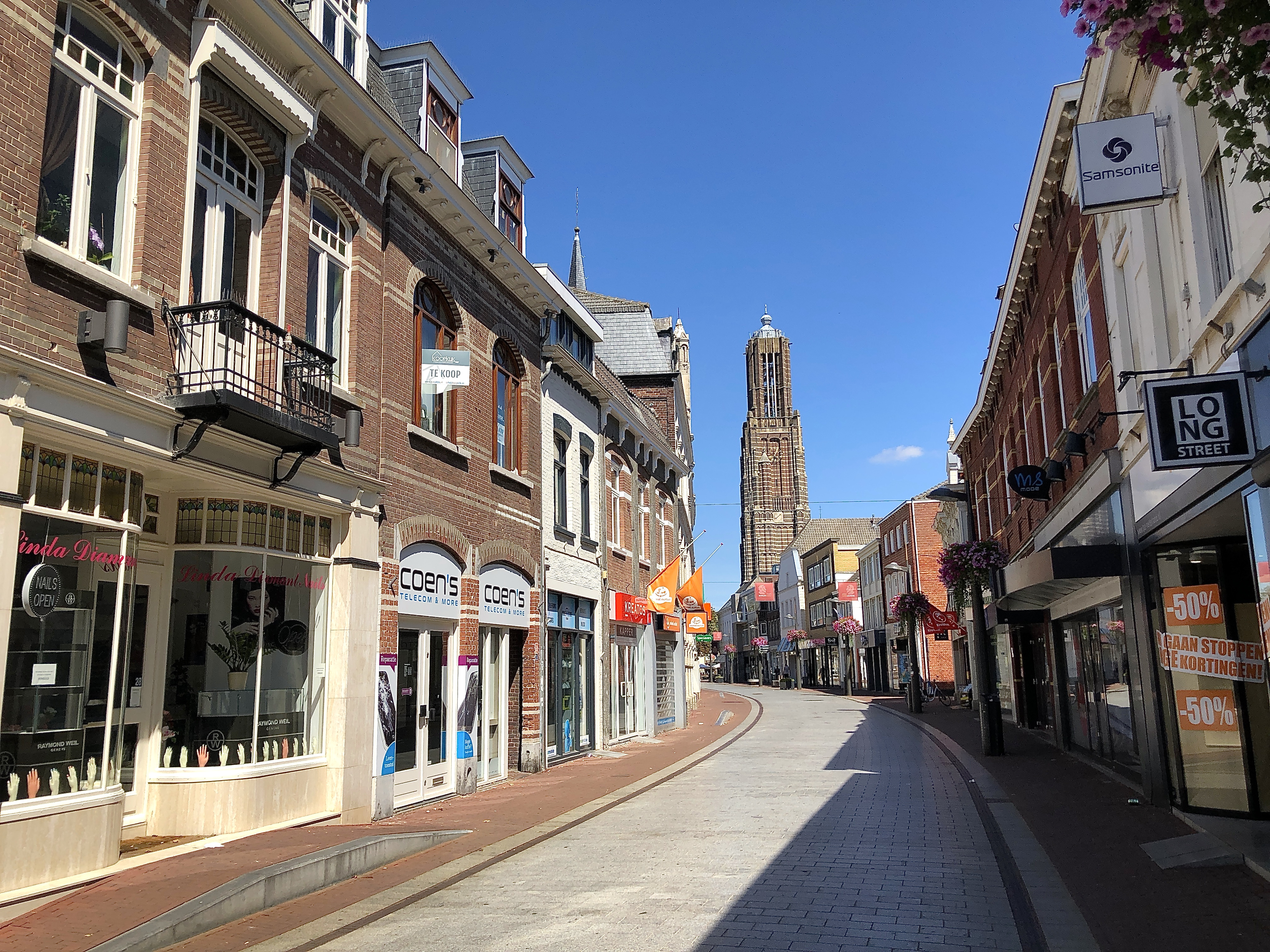
Weert med Martinuskerk.

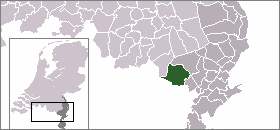
Weerts läge

Weert är en kommun i provinsen Limburg i Nederländerna. Kommunens totala area är 105,44 km² (där 0,78 km² är vatten) och invånarantalet är på 48 724 invånare (2005).